# Nokia 5210
Nokia 5210 – model telefonu firmy Nokia wyprodukowany w roku 2001, do Polski trafił około roku 2002.
Model ten jest szczególnie odporny na wstrząsy, zalanie wodą czy silne uderzenia.
Telefon wyposażony jest w termometr, stoper, odliczanie czasu itp.
Obudowa w tym modelu jest dzielona na dwie części (górną i dolną). W dolną część obudowy wlana jest klawiatura, co daje szczególną odporność podczas zalań.

## Funkcjonalność
- Wyświetlacz monochromatyczny
- Do czterech wierszy tekstu, liczb i grafiki
- Bateria litowo-jonowa
- Obsługa WAP
- Zwiększona odporność na kurz i zachlapanie
- Termometr
- 5 gier
- Chiński kalendarz księżycowy
- Słownik
- Minutnik z dwiema różnymi opcjami: pomiar normalny i pomiar przedziałami

## Pełna specyfikacja

### Wielkość
- Masa z baterią standardową: 92 g
- Masa bez baterii: 68,5 g
- Masa baterii standardowej BLB-2: 23,5 g
- Wymiary: 105,5 x 47,5 x 22,5 mm

### Funkcje pamięci
- Spis telefonów: w pamięci telefonu 250 nazwisk o długości 20 znaków z numerami telefonów o długości 30 znaków, ponadto dodatkowa pojemność zależna od karty SIM
- Notatki kalendarzowe: 100 notatek, notatki powtarzalne

### Wiadomości
- Wiadomości tekstowe: łączone wiadomości SMS, wysyłanie i odbieranie wiadomości zawierających do 459 znaków
- Nie obsługuje wiadomości MMS
- Przewidywanie wpisywanego tekstu
- Wiadomości grupowe
- Szablony wiadomości: wstępnie zdefiniowane, nadające się do edycji
- Buźki do SMS–ów: wstępnie zdefiniowane, nadające się do edycji
- Wiadomości obrazkowe: 10 wstępnie zdefiniowanych plus jedno miejsce puste, wszystkie można zmienić

### Dźwięki dzwonka
- 35 stałych i 7 zmiennych dzwonków (komponowanych lub pobieranych)

### Połączenia
- Szybkie wybieranie: do dziewięciu numerów (klawisz 1 jest zarezerwowany dla poczty głosowej).
- Wybieranie głosowe 10 numerów
- Powtórne wybieranie 20 ostatnich numerów z listy nawiązywanych połączeń (wyświetlanej po naciśnięciu klawisza wybierania)
- Automatyczne ponowne wybieranie (do 10 prób)
- Odbieranie dowolnym klawiszem
- Automatyczne odbieranie (z zestawem słuchawkowym lub samochodowym)
- Połączenia konferencyjne
- Połączenie oczekujące, zawieszanie połączeń, przekazywanie połączeń, licznik czasu połączeń
- Automatyczny i ręczny wybór sieci
- Zamknięta grupa użytkowników
- Wybieranie ustalonych numerów (możliwe są tylko połączenia z wcześniej ustalonymi numerami)

### Częstotliwości
- Sieci EGSM 900, GSM 1800 i dwuzakresowe GSM 900/1800 w Europie, Afryce oraz Azji